# Rankningar av högskolor och universitet
Rank(n)ingar av högskolor och universitet är rankningar som ska mäta kvaliteten på universitet och högskolor. Det finns flera sådana rankningar. Vissa avser att mäta hela universitet, andra avser att rangordna enskilda ämnen. Exempel på de sistnämnda är the Philosophical Gourmet, som rangordnar filosofiinstitutioner. Universitet som regelbundet toppar dylika rankningar är bland andra Harvard, Yale, MIT, Columbia, Stanford, Cambridge och Oxford.
Rankningar av högskolor och universitet, särskilt internationella rankningar, har kritiserats hårt från flera håll. 

## Historia
I USA och Storbritannien har rankningar av universitet och högskolor förekommit länge, men när Shanghai Jiao Tong-universitetet 2003 publicerade Academic Ranking of World Universities (ARWU) var det första gången någon försökte sig på en internationell rankning. Rankningen fick stort genomslag, och året efter publicerade den brittiska tidskriften Times Higher Education sin World University Ranking. Flera andra rankningar följde efter detta.

## Metoder
De internationella rankningarna använder sig av framförallt av tre typer av indikatorer:
- Självrapporterade uppgifter  Lärosätena fyller i webbformulär med uppgifter om till exempel antal studenter, personal och intäkter.
- Bibliometri  Uppgifter om vetenskapliga tidskriftspublikationer finns i två konkurrerande kommersiella databaser, Web of Science från Clarivate Analytics och Scopus från Elsevier. Med hjälp av dessa kan man beräkna antalet publikationer, medelcitering och liknande för varje lärosäte.
- Anseendeundersökningar  Enkäter skickas till akademiker/forskare som får ange vilka de bästa lärosätena är inom respondentens forskningsområde. Det finns också enkäter som skickas till arbetsgivare, som då ska svara på vilka lärosäten som har den bästa utbildningen.

Vissa internationella rankingar använder sig också av indikatorer som baseras på stora vetenskapliga pris, på webbplatsernas popularitet, och annat.
De nationella rankningarna använder sig oftast av officiell statistik, med uppgifter som antal studenter, antal examina, forskningsintäkter,  och liknande. Ibland används även studentnöjdhetsenkäter och någon gång bibliometriska indikatorer.

## Kritik
De internationella rankningarna har kritiserats hårt.

### Bibliometriska indikatorer
Ett grundläggande problem med bibliometriska indikatorer är att de inte fungerar för alla vetenskapsområden, eftersom de tillgängliga bibliometriska databaserna endast innehåller uppgifter om internationella tidskriftspublikationer. Vetenskapsområden som inte uteslutande publicerar i sådana tidskrifter, utan till exempel också skriver böcker, bokkapitel eller i nationella/regionala tidskrifter blir då osynliga.
Ett annat problem är att forskare inom olika vetenskapsområden producerar olika många publikationer per år, vilket leder till att discipliner som står för en stor mängd publikationer blir dominerande i de bibliometriska måtten, trots att de kanske inte representerar särskilt stor del av den nedlagda forskningstiden.

### Anseendeundersökningar
Anseendeundersökningarna lider av flera allvarliga problem. För det första är svarsfrekvensen, i de fall den är känd, generande låg: för QS ligger den på 2-8 %, för THE låg den 2022 på 1.8 %. För det andra leder upplägget där respondenterna ska lista de 15-20 bästa universiteten i världen till att ett fåtal lärosäten får nästan alla röster. Lärosäten som ligger en bit ned på anseendelistan får bara ett fåtal röster, vilket leder till en mycket instabil ranking. För det tredje sysslar rankingproducenterna med att ackumulera svar från flera års undersökningar, någon som är metodologiskt milt sagt kontroversiellt, och de viktar även röster på oklara sätt.

### Självrapporterade uppgifter
De självrapporterade uppgifterna lider av de uppenbara problemet att ingen vet om lärosätena rapporterar in korrekta uppgifter, men även om man antar att de gör det kvarstår allvarliga problem: definitionen av antalet studenter, lärare och annat varierar mellan olika länder. Dessutom fungerar universitet och högskolor på olika sätt i olika länder, och uppgifter om intäkter påverkas till exempel av om lärosätenas äger sina egna fastigheter eller inte, antalet studenter påverkas av hur stor del av den eftergymnasiala utbildningen som ligger inom högskolan (till exempel ligger utbildningen av lärare och sjuksköterskor i vissa länder ofta utanför högskolan, vilket inte är fallet i Sverige), och andelen forskningsmedel som erhållits i konkurrens påverkas naturligtvis av hur mycket konkurrensutsatta medel som finns tillgängliga.

### Helhetens kvalitet kontra delarnas
Ett mer grundläggande problem är att ett enda lärosäte kan innehålla både mycket hög kvalitet och mycket låg kvalitet. Klassiska universitet är mycket decentraliserade organisationer, och exempelvis kan ett och samma universitet innehålla världsledande forskning om plankton och samtidigt ge en riktigt dålig utbildning i statsvetenskap. Ingen rankningsproducent har hitta ett tillfredsställande sätt att hantera denna variation.

### Vad är universitetskvalitet?
Ett annat grundläggande problem är att det inte finns någon konsensus kring vad kvalitet är för ett universitet eller en högskola. Gäller det forskning eller utbildning, och hur ska de vägas mot varandra? Ska det vara internationellt framstående grundforskning eller forskning som leder till innovationer? Ska det vara utbildning som producerar mycket duktiga alumner (oavsett om de redan var mycket duktiga när de antogs) eller ska det vara utbildning som lyfter svaga studenter högt?

## Några generella rankningar

### World University Ranking från QS
QS WUR använder 6 olika indikatorer, varav två är årliga anseendeundersökningar i form av webbaserade enkäter. Akademiskt anseende svarar för 40 % av rankingen och anseende hos arbetsgivare svarar för 10 %. Totalt sett baseras således 50 % av rankingen på resultatet från dessa två undersökningar/enkäter. Universiteten får själva årligen föreslå 400 personer som mottagare av vardera enkäten. Universiteten får dock inte uppmana någon att "rösta" på ett visst sätt. Citeringar per lärare/forskare och antal studenter per lärare/forskare svarar för 20 % vardera. De sista 10 % baseras på två internationaliseringsmått, dels andel internationella lärare/forskare (5 %) och dels andel internationella studenter (5 %). QS använder storleksoberoende indikatorer, förutom anseende, som ju har visst storleksberoende.

#### Svenska universitet på 2025 års huvudrankning. (Totalplacering inom parentes)[8]
1. Kungliga tekniska högskolan (74)
2. Lunds universitet (75)
3. Uppsala universitet (103)
4. Stockholms universitet (128)
5. Chalmers tekniska högskola (139)
6. Göteborgs universitet (194)
7. Linköpings universitet (304)
8. Umeå universitet (456)

QS producerar också ett flertal ämnesrankingar, regionala rankingar och en ranking av anställningsbarhet.

### World University Ranking från Time Higher Education
THE WUR använder 13 olika indikatorer, såväl självrapporterade och bibliometriska som anseendeundersökningar. De tyngst vägande indikatorerna är anseendeundersökningar (33 %) och medelcitering (30 %). THE använder storleksoberoende indikatorer, förutom anseende, som ju har visst storleksberoende.

#### Svenska universitet på 2025 års huvudrankning. (Totalplacering inom parentes)[9]
1. Karolinska Institutet (49)
2. Kungliga Tekniska Högskolan (95)
3. Lunds universitet (95)
4. Uppsala universitet (130)
5. Stockholms universitet (191)
6. Chalmers tekniska högskola (201-250)
7. Linköping universitet (201-250)
8. Göteborgs universitet (201-250)
9. Sveriges lantbruksuniversitet (351-400)
10. Umeå universitet (351-400)
11. Örebro universitet (501-600)
12. Högskolan i Jönköping (601-800)
13. Högskolan i Halmstad (1001-1200)

THE producerar också ett flertal ämnesrankningar, regionala rankingar och en anseenderanking.

### Academic Ranking of World Universities (ARWU)
ARWU, även kallad Shanghailistan, använder 6 olika indikatorer och har, som enda större rankning, stora vetenskapliga pris (Nobelprisen och Fieldsmedaljen) som indikator. 30 % av slutresultatet styrs av dessa pris, hos anställda (20 %) och alumner (10 %). Förutom detta används även antal publikationer i Nature och Science (20 %), antal högciterade forskare (20 %) och antal publikationer i databasen Web of Science (20 %). Det är värt att notera att ARWU i stort sett struntar i lärosätenas storlek, vilket betyder att stora lärosäten gynnas. (De räknar alltså antal nobelpris och antal publikationer i Science & Nature, inte antal publikationer per lärare eller något liknande.) Det finns dock en sista indikator, "produktion per capita" (10 %), som mäter poängen på de andra indikatorerna i förhållande till antal lärare/forskare.

#### Svenska universitet på 2024 års huvudrankning. (Totalplacering inom parentes.)[11]
1. Karolinska Institutet (43)
2. Uppsala universitet (88)
3. Lunds universitet (101-150)
4. Stockholms universitet (101-150)
5. Göteborgs universitet (101-150)
6. Kungliga tekniska högskolan (201-300)
7. Linköpings universitet (301-400)
8. Sveriges lantbruksuniversitet (301-400)
9. Chalmers tekniska högskola (401-500)
10. Umeå universitet (501-600)
11. Örebro universitet (701-800)
12. Handelshögskolan i Stockholm (701-800)
13. Linnéuniversitetet (901-1000)

Det finns också ett flertal ämnesrankningar

### Högskolekvalitet från Svenskt Näringsliv
Organisationen Svenskt Näringsliv har flera gånger försökt producera högskolerankingar, oftast med indikatorer som handlar om hur snabbt studenterna får jobb efter avslutade studier och hur hög lön de får. För närvarande finns det inte någon lista publicerad.

### Tidningen Fokus rankningar
Rankning av 26 av Sveriges högskolor och universitet genomfördes av tidningen Fokus 2012 . Rankningen grundades på en enkätundersökning där man försökte ta reda på vilka aspekter av en högskoleutbildning som studenterna själva tyckte var viktiga. Fokus har därefter inte rankat de svenska universiteten och högskolorna.

#### 2012 år rankning
1. Handelshögskolan i Stockholm
2. Lunds universitet
3. Chalmers tekniska högskola
4. Uppsala universitet
5. Sveriges lantbruksuniversitet
6. Umeå universitet
7. Kungliga Tekniska högskolan
8. Högskolan i Jönköping
9. Karolinska institutet
10. Linköpings universitet
11. Göteborgs universitet
12. Blekinge tekniska högskola
13. Luleå tekniska universitet
14. Högskolan i Borås
15. Stockholms universitet
16. Högskolan i Halmstad
17. Högskolan i Gävle
18. Mittuniversitetet
19. Linnéuniversitetet
20. Malmö högskola
21. Karlstads universitet
22. Örebro universitet
23. Mälardalens högskola
24. Gymnastik- och idrottshögskolan
25. Högskolan i Skövde
26. Södertörns högskola

#### 2008 års rankningar
Rankning av 31 av Sveriges högskolor och universitet genomfördes av tidningen Fokus i oktober 2008. Dels genomfördes en traditionell rankning, dels en så kallad breddrankning, det vill säga hur väl lärosätena uppfyller diverse politiskt uppsatta mål. Notera att kriterierna inte är desamma som i en internationell rankning där större fokus ligger på forskningskvalité mätt i termer av vetenskapliga publikationer och citeringsanalys.
| Vid den traditionella rankningen kom universiteten och högskolorna i följande ordning: 1. Handelshögskolan i Stockholm 2. Karolinska institutet 3. Sveriges lantbruksuniversitet 4. Lunds universitet 5. Chalmers tekniska högskola 6. Uppsala universitet 7. Linköpings universitet 8. Göteborgs universitet 9. Kungl. Tekniska högskolan 10. Umeå universitet 11. Stockholms universitet 12. Lärarhögskolan i Stockholm 13. Luleå tekniska universitet 14. Örebro universitet 15. Södertörns högskola 16. Växjö universitet 17. Malmö högskola 18. Högskolan i Borås 19. Mittuniversitetet 20. Karlstads universitet 21. Högskolan i Jönköping 22. Högskolan Kristianstad 23. Mälardalens högskola 24. Högskolan i Halmstad 25. Högskolan Dalarna 26. Högskolan i Skövde 27. Högskolan i Gävle 28. Högskolan i Kalmar 29. Blekinge tekniska högskola 30. Högskolan Väst 31. Högskolan på Gotland Följande kriterier utgjorde underlag för den traditionella rankningen: - Lärare: Andel disputerade lärare; Andel professorer (här kom Handelshögskolan i Stockholm högst). - Grundutbildning: Antal studenter per lärare; prestationsgrad; rörlighetsfaktor; etableringsgrad på arbetsmarknaden. (Sveriges lantbruksuniversitet toppade.) - Forskning: Forskningsanslag per disputerad lärare; Andel forskning av lärosätets kostnader; Andel konkurrensutsatta forskningsmedel av forskningsfinansieringen; Andel studenter som övergår till forskarutbildning, vägd; Antal disputationer per professor. (Karolinska institutet kom högst.) - Bibliotek: Bibliotekets anslagsandel; Förvärv per studenter. (Högskolan i Borås hade bäst bibliotek.) - Studentomdöme: Studentrankning; nöjdhet. (Handelshögskolan i Stockholm gav bäst studentomdömen.) - Studenter: Antal förstahandssökande per antagen; Andel med högskoleprovsresultat över 1,1 av alla provresultat; Andel nya studenter (högskolenybörjare) som inte kommer från lärosätets län; Andel examinerade studenter som har studerat utomlands minst en termin; Andel studenter som finns kvar vid lärosätet andra året av studierna; Andel av högskolenybörjarna som har avlagt examen (alternativt uppnått 180 högskolepoäng) inom sex år. (Handelshögskolan i Stockholm hade starkast studenter.) |  | Vid rankning enligt breddmål, det vill säga hur väl man uppfyller uppsatta politiska mål, kom universiteten och högskolorna i följande ordning: 1. Södertörns högskola 2. Högskolan i Gävle 3. Mälardalens högskola 4. Stockholms universitet 5. Högskolan i Jönköping 6. Högskolan i Borås 7. Örebro universitet 8. Högskolan Väst 9. Högskolan i Skövde 10. Växjö universitet 11. Malmö högskola 12. Uppsala universitet 13. Karolinska institutet 14. Högskolan Kristianstad 15. Karlstads universitet 16. Lärarhögskolan i Stockholm 17. Umeå universitet 18. Högskolan i Halmstad 19. Kungl. Tekniska högskolan 20. Högskolan på Gotland 21. Högskolan Dalarna 22. Göteborgs universitet 23. Luleå tekniska universitet 24. Lunds universitet 25. Högskolan i Kalmar 26. Blekinge tekniska högskola 27. Linköpings universitet 28. Mittuniversitetet 29. Chalmers tekniska högskola 30. Handelshögskolan i Stockholm 31. Sveriges lantbruksuniversitet Följande kriterier utgjorde underlag för breddrankningen: - Andel studenter som är första generationen i högre utbildning. (Lärarhögskolan i Stockholm toppade här) - Andel studenter med utländsk bakgrund (Södertörns högskola var bäst i detta avseende) - Andel studenter på kurser med jämn könsfördelning (Stockholms universitet kom högst) |

### Urank
Den fristående associationen Urank (Universitetsranking) har genomfört rankning av svenska universitet och högskolor åren 2007, 2008, 2009,, 2010, 2011, 2012 och 2013. Därefter har inga rankningar gjorts. Urank rankade även specifika ämnesområden och utbildningsprogram. Rankningen baserades på variabler i officiell statistik, som sammanvägdes till följande sex kriterier, samt till ett totalresultat:
- lärarkompetens (andel disputerade lärare, med mera)
- studenter (söktryck, gymnasiepoäng, genomströmning)
- grundutbildning (lärartäthet, andel studenter på avancerad nivå, med mera)
- forskning och forskarutbildning
- sociala indikatorer (förmåga att rekrytera studenter med olika bakgrund)
- internationalisering

## Ämnesrankningar

### Teknik och ingenjörskonst

#### QS World University Rankings 2023: Engineering & Technology (Sverige)[22]
1. Kungliga tekniska högskolan (KTH)
2. Chalmers tekniska högskola
3. Lunds universitet
4. Uppsala universitet
5. Linköpings universitet
6. Stockholms universitet
7. Luleå tekniska universitet

#### Times Higher Education World University Rankings 2024: Engineering (Sverige)[23]
1. Kungliga tekniska högskolan (KTH)
2. Chalmers tekniska högskola
3. Lunds universitet
4. Linköpings universitet
5. Uppsala universitet
6. Sveriges lantbruksuniversitet
7. Umeå universitet
8. Karlstads universitet
9. Högskolan i Jönköping

#### Shanghai Ranking Global Ranking of Academic Subjects 2023: Computer science & engineering (Sverige)[24]
1. Kungliga tekniska högskolan (KTH)
2. Linköpings universitet
3. Chalmers tekniska högskola
4. Luleå tekniska universitet
5. Uppsala universitet

### Naturvetenskap och matematik

#### QS World University Rankings 2023: Natural sciences (Sverige)[25]
1. Stockholms universitet
2. Kungliga tekniska högskolan (KTH)
3. Lunds universitet
4. Uppsala universitet
5. Chalmers tekniska högskola
6. Göteborgs universitet
7. Linköpings universitet

#### Times Higher Education World University Rankings 2024: Physical sciences (Sverige)[26]
1. Kungliga tekniska högskolan (KTH)
2. Lunds universitet
3. Stockholms universitet
4. Uppsala universitet
5. Chalmers tekniska högskola
6. Linköpings universitet
7. Göteborgs universitet
8. Umeå universitet
9. Örebro universitet
10. Karlstads universitet

#### Shanghai Ranking Global Ranking of Academic Subjects 2023: Mathematics (Sverige)[27]
1. Kungliga tekniska högskolan (KTH)
2. Chalmers tekniska högskola
3. Uppsala universitet
4. Göteborgs universitet
5. Linköpings universitet
6. Stockholms universitet

### Medicin

#### QS World University Rankings 2023: Medicine (Sverige)[28]
1. Karolinska institutet
2. Lunds universitet
3. Göteborgs universitet
4. Uppsala universitet
5. Umeå universitet
6. Linköpings universitet
7. Örebro universitet
8. Malmö universitet

#### Times Higher Education World University Rankings 2024: Medicine & dentistry (Sverige)[29]
1. Karolinska institutet
2. Lunds universitet
3. Göteborgs universitet
4. Uppsala universitet
5. Umeå universitet
6. Linköpings universitet
7. Örebro universitet
8. Högskolan i Jönköping

#### Shanghai Ranking Global Ranking of Academic Subjects 2023: Clinical medicine (Sverige)[30]
1. Karolinska institutet
2. Lunds universitet
3. Göteborgs universitet
4. Uppsala universitet
5. Umeå universitet
6. Linköpings universitet
7. Örebro universitet

### Humaniora

#### QS World University Rankings 2023: Arts & humanities (Sverige)[31]
1. Stockholms universitet
2. Lunds universitet
3. Uppsala universitet
4. Göteborgs universitet
5. Umeå universitet
6. Kungliga tekniska högskolan (KTH)

#### Times Higher Education World University Rankings 2024: Arts & humanities (Sverige)[32]
1. Lunds universitet
2. Stockholms universitet
3. Uppsala universitet
4. Göteborgs universitet
5. Linköpings universitet
6. Umeå universitet
7. Örebro universitet